# Alloea kostroma
Alloea kostroma är en stekelart som beskrevs av Sergey A. Belokobylskij 1998. Alloea kostroma ingår i släktet Alloea och familjen bracksteklar. Inga underarter finns listade i Catalogue of Life.